# Stefano Gigli
Stefano Gigli (* 14. Juni 1968 in Rom) ist ein italienischer Film- und Fernsehregisseur.

## Leben
Gigli begann seine Karriere bei Canale 5, wo er 1991 Io sto con la natura als Regisseur betreute. Auch als Regisseur von Sportveranstaltungen und Videoclips war er tätig, bevor er für seinen 1996 entstandenen Kurzfilm Il fratello minore bei den Filmfestspielen von Venedig ausgezeichnet wurde. 1999 diente dieser als Grundlage für seine Spielfilmversion des Stoffes. In der folgenden Fernsehsaison inszenierte Gigli die italienische Ausgabe des Disney Clubs.
2009/2010 führte Gigli bei Domenica In. 7 giorni Regie.

## Filmografie (Auswahl)
- 1999: Il fratello minore